# 함순 (고려)
함순(咸淳, 생몰년 미상)은 고려 때의 문장가이다. 본관은 양근(楊根), 자는 자진(子眞)이다.

## 생애
고려 건국공신 함규(咸規)의 6세손이며, 일찍이 문과에 급제하여 문장이 뛰어나고 절행(節行)이 있었다. 명종 때 무신란으로 정치에 흥미를 잃어 이인로, 오세재 등과 이름있는 선비들과 사귀면서 강좌칠현을 조직하여 시와 술로써 소일했다.

## 가계
함순의 부친 유일(有一)은 중시조 규(規)의 5대손으로, 고려 인종 때 묘청(妙淸)의 난을 평정하여 뒤에 공부상서에 이르렀다.